# オール・サマー・ロング (ザ・ビーチ・ボーイズの曲)
「オール・サマー・ロング」（All Summer Long）は、ザ・ビーチ・ボーイズが1964年に発表した楽曲。

## 概要
作詞作曲はブライアン・ウィルソンとマイク・ラヴ。1964年5月6日から5月7日にかけてロサンゼルスのユナイテッド・ウェスタン・レコーダーズで録音された。リード・ボーカルはマイク・ラヴ。アル・ジャーディンがベースを弾き、ブライアン・ウィルソンはシロフォンを担当した。テナーサックスはスティーヴ・ダグラス、ピッコロはジェイ・ミグリオリが吹いた。
同年7月13日発売の同名のアルバム『オール・サマー・ロング』に収録された。
映画『アメリカン・グラフィティ』はカート（リチャード・ドレイファス）が飛行機から外を眺めるシーンで物語が終わると、エピローグとして主要人物の4人の男たちの将来が説明される。ジョン・ミルナーは1964年12月、酔っ払い運転の車との事故により死亡。ベトナム戦争に従軍したテリー・フィールズは1965年12月、アン・ロク付近の戦闘で行方不明。観客は映画が「無垢な時代」の終わりを描いていたことに改めて気付く。そのとき突然流れるのが「オール・サマー・ロング」であり、この曲は古典となったジョージ・ルーカスの映画とともに人々の心に残った。
なお、ステレオ・ミックスは当時なんらかの理由で制作されずアルバム『オール・サマー・ロング』のステレオ盤には擬似ステレオが収録された。発表から40年以上後の2007年に初めてトゥルー・ステレオが制作され、ベスト・アルバム『ワームス・オブ・ザ・サン』に収録された。